# Никольское (Шекснинский район)
Никольское — деревня в Шекснинском районе Вологодской области.
Входит в состав сельского поселения Ершовского, с точки зрения административно-территориального деления — в Ершовский сельсовет.
Расстояние по автодороге до районного центра Шексны — 28,4 км, до центра муниципального образования Ершово — 3,4 км. Ближайшие населённые пункты — Пустошка, Заозерье, Алексеево, Игнатовское, Горка, Кульпино, Тирково.
По переписи 2002 года население — 8 человек.